# بلانكالكول
بلانكالكول (بالألمانية: Plankalkül) هي لغة برمجة صممها كونراد سوزه بين سنتين 1942 و1945، وكانت مخصصة للأغراض الهندسية. وتُعتبر أول لغة برمجة عالية المستوى يتم تصميمها لجهاز كمبيوتر.